# Reticulosida
A Reticulosida az Endomyxa egyik rendje, melyet 2003-ban hozott létre Thomas Cavalier-Smith, és 2009-ben Bass et al. módosították meghatározását, így csak a monotipikus Filoretidae családot tartalmazza, egyetlen tagja a Filoreta.

## Történet
2003-ban írta le Thomas Cavalier-Smith legalább 4 nemzetséggel (például Gymnophrys, Borkovia, Biomyxa és Chlamydomyxa) 1 családban (Gymnophryidae), és 2009-ben módosították Bass et al. meghatározását, amely szerint csak a monotipikus Filoretidae a tagja, melynek egyetlen nemzetsége a Filoreta.
Bass et al. 2009-ben a Rhizoplasmidae családról azt írta, hogy csupasz likacsosházúak kládja lehet, de korábban szintén ide sorolták.
A Filoreta tenera eredetileg a Corallomyxa tagja volt, és 2015-ben helyezték át Kollmar et al.
A Filoreta a Vampyrellida kládhoz hasonlóan eredetileg a Proteomyxidea Lankester 1885 polifiletikus osztály tagja volt, melynek része volt a Pseudospora is. Ez osztályt 2015-ben Ruggiero et al. elhagyták e két klád közeli rokonsága rDNS-fákon való cáfolata miatt.
Az Endomyxa tagjaként eredetileg a Cercozoa törzsbe sorolták, később azonban az Endomyxa a Retaria tagja, majd önálló törzs lett.
2016-ban Sierra et al. az Apofilosába sorolták, melyről Cavalier-Smith megállapította, hogy a Gromiidea szinonimája.

## Genetika
A F. marina aktin-1-gyel és aktin-2-vel egyaránt rendelkezik, csak 1 β- és 2 közeli rokon α-tubulinja ismert. Az Endomyxa többi kládjához hasonlóan rendelkezik U→A szubsztitúcióval a 18S rRNS 20. és 21. hélixe közti körben.:835
V3–V9 hiperváltozó régiói kevésbé változtak, mint a Gromiáéi vagy az Ascetosporeáéi, ez alapján a Filoreta és a Gromia a feltételesvalószínűség-alapú filogenetika szerint nem alkotnának kládot.

## Filogenetika
A Gromia testvércsoportja lehet, mellyel együtt az Endomyxa Apofilosa kládját alkothatja: bár egy 2018-as elemzés szerint az Apofilosa (más néven Gromiidea) parafiletikus, Hiltunen Thorén et al. 2024-es tanulmányai szerint klád. Cavalier-Smith et al. 2003-ban kimutatták, hogy a Reticulosida retikulopódiumai a likacsosházúakéitól függetlenül fejlődtek ki.
Rokona lehet még az Aquavolonida is.

## Morfológia
Ostor nélküli, csupasz, retikulopódiumokat vagy filopódiumokat alkotó amőbaklád. Mitokondriumai cristái csőszerűek.:838

## Életmód
Szabadon élő, jobbára bakterivor klád.

## Életciklus
Többmagvú, nyitott rácsú hálókat (plazmódium) képes alkotni. Ivaros szaporodásra képes, ivarsejtjei a Gromiával szemben nem rendelkeznek ostorral.

## Élőhely
Megtalálható tengerekben, például a Fram-szorosban.

## Jelentőség
Fontos nemzetség volt a Gromia hovatartozásának megállapításában, továbbá az Ascetosporea egyik legközelebbi szabadon élő rokonaként annak fejlődésének megértésében is fontos. Az Endomyxa parazita kládjainak kialakulásában is fontos: az Ascetosporea és a Phytomyxea egymástól függetlenül válhattak parazitává.